# 補空間
線型代数学におけるベクトル空間の与えられた線型部分空間に対し、別の部分空間がその相補部分空間（そうほぶぶんくうかん、英: complementary subspace）または補空間（ほくうかん、英: complementary space）あるいは互いに相補的 (complement) であるとは、もとの部分空間と零ベクトルのみで交わる可能な限り大きな部分空間を言う。これにより、もとのベクトル空間全体は二つの互いに線型独立な成分に分解される。

## 定義
体 K 上のベクトル空間 V とその部分空間 U が与えられているとき、V の部分空間 W が V における U の補空間であるとは、ふたつの条件 {\displaystyle U\cap W=\{0\},\qquad U+W=V} が満たされるときに言う。ここに {0} は零ベクトル空間で、和空間 U + W は {\displaystyle \{u+w\mid u\in U,\,w\in W\}} を表す。

## 性質
- U と W が V において互いに相補的な部分空間であるとき、V は U と W の内部直和 V = U ⊕ W である。
- V の部分空間 U, W の外部直和 U ⊞ W に対し、線型写像 {\displaystyle U\boxplus W\to V;\;(u,w)\mapsto u+w} が同型となるための必要十分条件は、U と W が V において相補的、すなわち V が U, W の内部直和となることである。
- V の任意の部分空間 U に対し、その補空間が常に存在することは補基底定理（ドイツ語版）（基底の延長定理）からわかるが、補空間は一般には一意に決まらない。例えば {\textstyle \mathbb {R} ^{2}=\langle {\tbinom {1}{0}}\rangle \oplus \langle {\tbinom {0}{1}}\rangle =\langle {\tbinom {1}{0}}\rangle \oplus \langle {\tbinom {1}{2}}\rangle } である。
- W がちょうど V における U の補空間となるのは、任意のベクトル v ∈ V  が {\displaystyle v=u+w\qquad (u\in U,\,w\in W)} と一意に書けるときである。
- U, W が V において互いに相補的な部分空間であるとき、その次元については {\displaystyle \dim V=\dim U+\dim W} が成り立つ。
- U の補空間 W の次元を U の V における余次元（英語版）とも呼ぶ。
- W が V における U の補空間であるとき、U は同じ空間 V における W の補空間である。
- 標準射影 V → V/U の U の補空間 W への制限は同型である（商線型空間の項も参照）。

## 射影のとの関係
ベクトル空間 V の部分空間 U に対して
- W が U の補空間ならば、上記の如く V の各元 v は v = u + w となる u ∈ U, w ∈ W が一意的にとれる。このとき、PW: V → V; v = u + w ↦ u は像 im(PW) = U および核 ker(PW) = W を持つ射影である。
- 逆に、im(P) = U となる射影 P: V → V に対し、核 ker(P) は U の補空間である。

これにより、U の補空間全体の成す集合と像が U であるような V 上の射影全体の成す集合との間に一対一対応があることがわかる。U を像に持つ射影全体の成す空間はベクトル空間 Hom(V/U, U) (⊂ Hom(V, V)) 上のアフィン空間を成す。

## 例

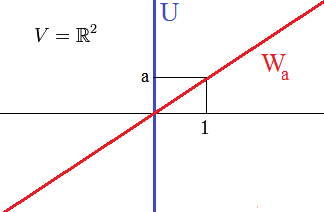
Wa はどれも U の補空間である

ベクトル空間 V ≔ ℝ2（デカルト平面）の部分空間として U ≔ {(0, y)  |  y ∈ ℝ}（y-軸）を考える（図を参照）。
任意の実数 a に対して、Wa は原点を通る傾き a の直線とすれば、それら部分空間 Wa の各々すべてが V における U の補空間であり、対応する射影は行列表示すれば {\textstyle P_{a}={\begin{pmatrix}0&0\\-a&1\end{pmatrix}}} で与えられる（行列の第一行はすべて 0 だから、この像が U となることを直接確かめることは難しくない）。Pa の核が Wa となることは、Pa(x
y ) = (0
0 ) を解けばわかるが、実際 {\displaystyle {\begin{pmatrix}0\\0\end{pmatrix}}={\begin{pmatrix}0&0\\-a&1\end{pmatrix}}{\begin{pmatrix}x\\y\end{pmatrix}}={\begin{pmatrix}0\\-ax+y\end{pmatrix}}} だから、核は y = ax を満たす (x
y ) の全体、すなわち原点を通る傾き a の直線である。

## 直交補空間
体 K 上のベクトル空間 V は対称または交代双線型形式もしくはエルミート半双線型系形式 ⟨,⟩ を持つものとする。V の部分空間 U に対し、部分空間 {\displaystyle U^{\perp }:=\{v\in V\mid \forall u\in U:\langle u,v\rangle =0\}} を U の V における直交補空間と呼ぶ。直交補空間 U⊥ は、一般には上で述べた意味での U の補空間とは限らないことに注意すべきである。双対性定理によれば、V が有限次元で形式 ⟨,⟩ が U 上でも V 上でも非退化ならば、V = U ⊕ U⊥ が成り立つ。例えば、実または複素ベクトル空間上の内積はこの性質を常に満足する。

### ヒルベルト空間の場合
V がヒルベルト空間の場合、部分空間 U の直交補空間は、U の閉包 U の補空間になる。つまり、{\displaystyle V={\overline {U}}\oplus U^{\perp }} が成り立つ（⊕ はヒルベルト空間の内部直和）。
この場合の直交補空間は必ず閉であり、{\displaystyle (U^{\perp })^{\perp }={\overline {U}}} を満たす。

## バナッハ空間における補空間
V は（有限または無限次元の）完備なノルム空間、すなわちバナッハ空間とし、U をその閉部分空間で補空間 W を持つものとする。すると V と U ⊕ W の代数的な意味での線型同型 U ⊕ W → V; (u, w) ↦ u + w を通じて、位相的な意味での線型同型（つまり、連続かつ逆写像も連続となるような線型同型）が定まる。
バナッハ空間において、閉部分空間は常に補空間を持つが、それは閉補空間を見つけることができるということを意味しない。それはむしろヒルベルト空間の持つ位相線型空間構造を特徴付ける性質である（ジョラム・リンデンシュトラウスとLior Tzafririの定理による）:
定理 (Lindenstrauss–Tzafriri)
バナッハ空間が適当なヒルベルト空間に同型となるための必要十分条件は、その任意の閉部分空間が閉補空間を持つことである。
補空間の存在性については、次の Sobczyk の定理 が利用できる:
定理 (Sobczyk)
可分なバナッハ空間の数列空間 c0 に同型な部分空間は常に閉補空間を持つ。
しかし、可分とは限らない場合にはこの主張は真とは言えない（実際、c0 を ℓ∞ の部分空間と見たときには、閉補空間は存在しない）。

## 不変補空間
ベクトル空間 V 上の自己準同型写像 f: V → V と V の f-不変部分空間 U（すなわち、f(U) ⊂ U となるような部分空間）に対し、U は必ずしも f-不変な補空間を持つわけではない。自己準同型 f に対し、任意の f-不変部分空間がf-不変補空間を持つとき、f は半単純であると言う。この半単純性は、代数閉体上で対角化可能ということと同値である。
似た用語が表現論においても用いられる。ユニタリ表現に対して、不変部分空間の直交補空間はふたたび不変部分空間となり、したがって任意の有限次元ユニタリ表現は半単純である。
不変部分空間を部分加群として解釈することにより、不変補空間は次の節で言う意味において相補部分加群と見なせる。

## 一般化
補空間の定義は（体上でなく環で考えれば）そのまま加群に対しても一般化することができるが、環上の加群の部分加群に対しては常に相補部分加群（補加群）が存在するとはもはや言えなくなる。任意の部分加群が相補部分加群を持つような加群は半単純加群と呼ばれる。この用語を用いれば、例えば任意のベクトル空間は半単純加群であるということができる。例えば整数の加法群 ℤ を整数環 ℤ 上の加群と見ると半単純ではない（実際、部分加群 2ℤ は補加群を持たない）。
「補加群を持つ」と言う代わりに「直和因子である」と言うこともできる。射影加群は適当な自由加群の直和因子（に同型）となるような加群として特徴づけられる。同様に入射加群は任意の拡大加群において補加群を持つことで特徴づけられる。
上記の射影との関係だけでなく U の V における補空間全体の成す集合上への Hom(V/U, U) の単純推移的な作用も、加群（あるいはもっと一般のアーベル圏）の場合に対するものへ引き写すことができる。